# NGC 6232
NGC 6232 је спирална галаксија у сазвежђу Змај која се налази на NGC листи објеката дубоког неба.
Деклинација објекта је + 70° 37' 57" а ректасцензија 16h 43m 19,9s. Привидна величина (магнитуда) објекта NGC 6232 износи 12,5 а фотографска магнитуда 13,4. NGC 6232 је још познат и под ознакама UGC 10537, MCG 12-16-7, CGCG 339-16, KAZ 87, PGC 58841.